# Sonet 124 (William Szekspir)

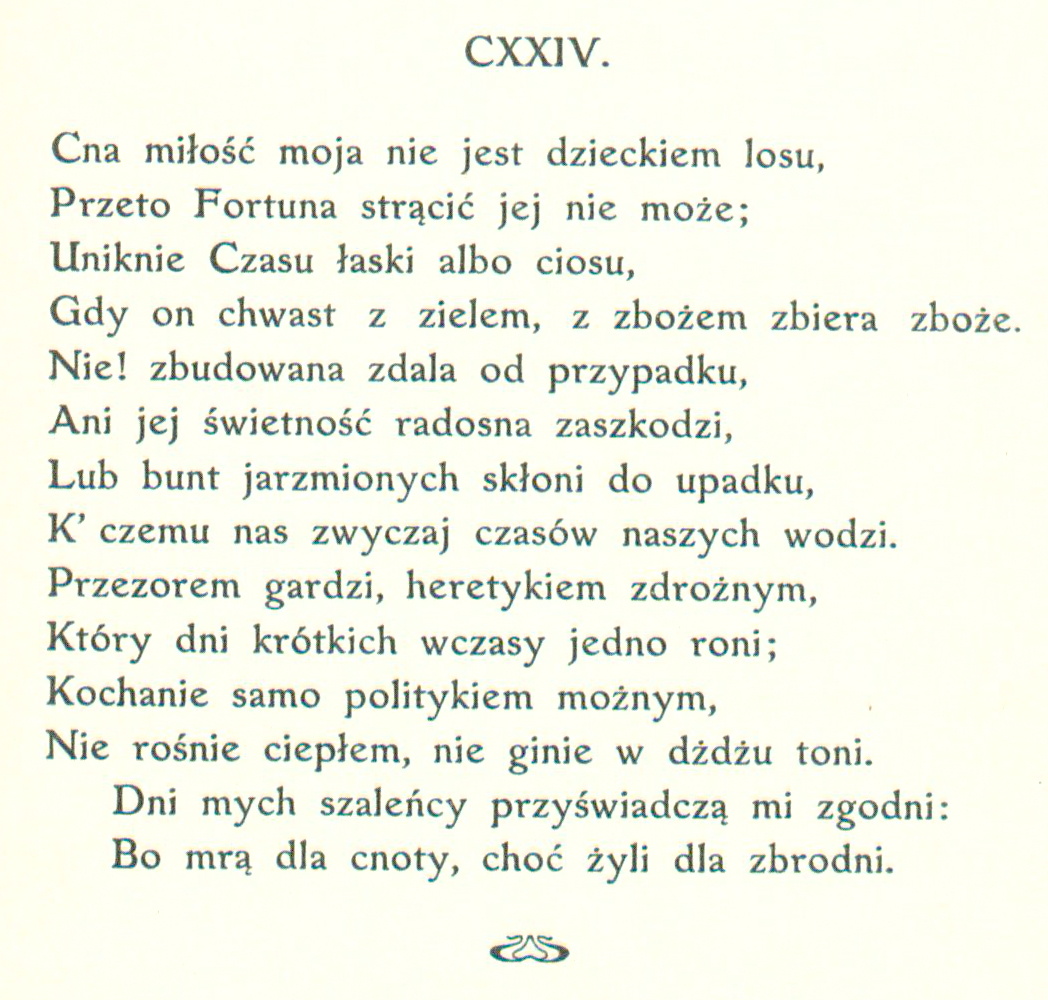
Pierwszy przekład sonetu 124 na język polski z 1913 przez ks. Marię Sułkowską.

If my dear love were but the child of state,

It might for Fortune's bastard be unfathered,

As subject to Time's love or to Time's hate,

Weeds among weeds, or flowers with flowers gathered.

No, it was builded far from accident;

It suffers not in smiling pomp, nor falls

Under the blow of thralled discontent,

Whereto th' inviting time our fashion calls:

It fears not policy, that heretic,

Which works on leases of short-number'd hours,

But all alone stands hugely politic, 

That it nor grows with heat, nor drowns with showers.

To this I witness call the fools of time,

Which die for goodness, who have lived for crime.

Jest li ma miłość li dzieckiem próżności,

Los bękartowi wnet ojca odbierze;

Czas, co miłuje i Czas, co się złości,

To w chwast ją wliczy, to znów w kwiaty świeże.

O nie wytworem przypadku jest ona,

Jej nie dokucza pyszniący się zbytek,

Niezadowoleń cios jej nie pokona,

Których tak pełen jest dziś świat nasz wszytek;

Jej nie przeraża polityka żadna,

Kacerz, co zmierza do rychłego końca,

Ona li sama jest tutaj wszechwładna,

Wzrost jej nie zawisł od deszczów ni słońca.

O, błaźni czasu o tem świadczyć mogą,

Co marli w cnocie, a szli grzechu drogą.

Sonet 124 (incipit YF my deare loue were but the childe of ſtat) – jeden z cyklu 154 sonetów autorstwa Williama Szekspira. Po raz pierwszy został opublikowany w 1609 roku.
Sonety 123, 124 i 125, mogą być uważane za poetycki komentarz do wspaniałego roku 1603–1604, kiedy to wielu poetów składało literackie hołdy nowemu królowi Anglii Jakubowi I Stuartowi, jednakże William Szekspir tego nie uczynił. 

## Treść
W sonecie tym podmiot liryczny, przez niektórych badaczy utożsamiany z autorem, zmierzając do końca cyklu sonetów poświęconych Młodzieńcowi, kontrastuje niezmienność swojej miłości ze zmiennością losu tych którzy podlegają politycznej i kontroli i w związku z tym są wrażliwi na nagłą zmianę rządów. Podkreśla kontrast między miłością prawdziwą a miłością krzywdzącą, częściową i zależną od przysług dworskich lub bieżącej polityki, taka upodlona miłość lub ci, którzy się jej oddają, są nic nie warci.
Metafora w drugim wersie, może być nawiązaniem do zmarłej po długim panowaniu Elżbiety I, która wraz z przyrodnią siostrą Marią I w roku 1536 zostały uznane przez swojego ojca Henryka VIII jako niegodne dziedziczenia. 

## Polskie przekłady
| 1913 |  | Cna miłość moja nie jest dzieckiem losu,          |  | Maria Sułkowska     | [ 10 ] |
| 1922 |  | Jest li ma miłość li dzieckiem próżności,         |  | Jan Kasprowicz      | [ 4 ]  |
| 1948 |  | Gdyby z ziemskiej wielkości, jeno wyszła łona     |  | Władysław Tarnawski | [ 11 ] |
| 1968 |  | Miłość ma nie jest dworskiej dziecięciem intrygi, |  | Marian Hemar        | [ 12 ] |
| 1979 |  | Miłość ma gdyby przypadkiem powstała              |  | Maciej Słomczyński  | [ 13 ] |
| 2011 |  | Gdyby tę miłość we mnie stworzył tylko płaski     |  | Stanisław Barańczak | [ 7 ]  |
| 2015 |  | Gdyby ma miłość była dzieckiem zdarzeń            |  | Ryszard Długołęcki  | [ 14 ] |